# Юрченко Валентина Тимофіївна
Ю́рченко Валенти́на Тимофі́ївна (19 вересня 1910, м. Кременчук, Полтавська губернія — 22 вересня 2001, м. Норд-Порт, штат Флорида, США) — українська поетеса, письменниця, громадська діячка.

## Біографія
Народилася 19 вересня 1910 року у місті Кременчук Полтавської губернії.
Батько — Тимофій Святенко — лікар, мати — медсестра. Вони щиро любили рідну землю, були національно свідомими людьми. Маленька донька захоплювалася музикою, зачитувалася українськими книжками.
Валентина закінчила Кременчуцьку гімназію та торгово-промислову школу, вступила до Київського кооперативного інституту, а закінчувала вже планово-економічний інститут у Харкові, де в іншому вузі навчався її чоловік Вадим Гребінка (внучатий племінник поета Є. П. Гребінки).
У 30–х рр. XX ст. її батько був двічі репресований.
Обставини вплинули на те, що Валентина Тимофіївна з родиною «без надуми» (як пише в «Моєму життєписі») у 1943–1944 рр. виїхала на захід Європи, переживши дорогою багато принижень і страхів. Влітку 1945 року, в таборі Фленсбург-Вайхе, її розлучили з чоловіком, який загинув на другий день після арешту.
Жінка з сином змушена була тікати в Західну Німеччину, де кілька років перебувала в таборах для переміщених осіб. Там Валентина Тимофіївна вдруге вийшла заміж за «України завзятого сина», колишнього сотника УНР І. Юрченка.
1950 року подружжя Юрченків перебралося в США, де і прожило півстоліття в Нью-Йорку та Йонкерсі.
Померла Валентина Юрченко 22 вересня 2001 року у м. Норд-Порт (штат Флорида, США).

## Творчість
У нелегкі роки «вростання в чужий ґрунт» Валентина Тимофіївна рятувалася творчістю — віршами і прозою для дітей. Вона — авторка сотень творів дитячої літератури, десятків «дорослих» поезій, повістей, оповідань, новел, розкиданих по різних емігрантських виданнях («Визвольний шлях», «Молода Україна», «Наш світ», «Віра»).
У 90-х рр. XX ст. поетеса часто друкувалася у часописах України «Жива вода», «Соняшник», «Зірка».
Поезія В. Юрченко — це згадки про пережите, жива природа полтавської землі, надії на майбутнє українців на рідній землі, бо таки «воскресла Україна» і «засяє як блакитний в золоті вітраж!».
Проза у В. Юрченко психологічна і сповідальна: герої її творів — земляки, які без знання мови, побуту і традицій вживалися у чужому світі, за морями-океанами. Їх дедалі ставало все менше, а їхні діти стають тепер «американцями українського походження».
Повість «Очі материнські» (1976) автобіографічна, вона написана на родинній основі. Письменниця слідкувала за подіями в рідній стороні, особливо, в галузі української культури. Рецензувала твори, які виходили в Україні.
Коли 1990 року в Києві вийшла збірка оригінальних і перекладних поезій Леоніда Гребінки (брата покійного чоловіка), який «рано загинув», посаджений «за московські ґрати», В. Юрченко написала хвилюючий і схвальний відгук на неї.
Майже самотужки 1996 року в Торонто Валентина Тимофіївна видала збірку «Вечірні етюди» (з передмовою Г. Черінь). На її вихід відгукнувся рецензією Я. Славутич, відмічаючи:
|  | "Нове у поезії В. Юрченко, написаній доброю нормативною мовою, – це сучасна й дуже актуальна тематика. Думаю, що я не помилився, назвавши рецензовану збірку талановитим розвитком у поезії В. Юрченко, яка на 87-му році свого нелегкого життя належно підсумувала… по-своєму цінну віршовану творчість" |

#### Авторка збірок
- «Веселі етюди» (1996)

- «Проза» (неопублікована)

- «Веселі цвіркуни» (1977)

- «Веселик Лясь» (ксерокнига)

- «Казки, оповідання, сценки» (ксерокнига)

#### Громадська робота
Працювала у Спілці української молоді (СУМ), її вірш «Сумівські вогні» покладений на музику та є церемоніальною піснею організації.
Коли вечір світить зорі
Променисті і ясні,
Ми у нашому таборі
Світим сумівські вогні.
Керувала гуртками в українській громаді, була членом редколегії молодіжного журналу «Крилаті», викладала у школі українознавства.

### Твори
- Юрченко В. Сонечко. Сарнятко. Черепаха в капелюсі. Про бабуню клопотуню і бумчика-хитроумчика. Різдвяна пісня: [вірші, байка, казка] / В. Юрченко // Листок з вирію / упоряд. Г. Кирпа, Д. Чередниченко. — К., 2011. — Кн. 3: Журавлики: поезія укр. діаспори для дітей. — С. 572—581.
- Юрченко В. Осінь. Над Гудзоном. Пастка. А час пливе: [поезії] / В. Юрченко // Літературна Україна. — 2003. — 12 черв. — С. 5.
- Юрченко В. Мій життєпис / В. Юрченко // Жива вода. — 1997. — № 9 (верес). — С. 8.

- Юрченко В. Світло життя. Самій собі. Вакаційне. Козачка: [поезії] / В. Юрченко // Молода Україна. — 1975. — № 7-8. — С. 1, 10.

### Про життя і творчість
- Юрченко Валентина: [коротка біографія] // Листок з вирію / упоряд. Г. Кирпа, Д. Чередниченко. — К., 2011. — Кн. 3: Журавлики: поезія укр. діаспори для дітей. — С. 604.
- Кучеренко, О. Тяжка доля емігрантки / О. Кучеренко // Вечірня Полтава. — 2002. — 19 верес. — С. 6.
- Доценко Р. Дебют — перший і прощальний / Р. Доценко // Літературна Україна. — 2003. — 12 черв. — С. 5.
- Валентина Юрченко (19.09.1910 –22.09.2001) // Віра. — 2001. — Ч. 4. — С. 3.

- Ротач П. Юрченко ВалентинаТимофіївна (19.09.1910, м. Кременчук) / П. Ротач // Розвіяні по чужині: полтавці на еміграції:короткий біобібліогр. довідник / П. Ротач. — Полтава, 1998. — С. 153.

- Славутич Я. Талановитий розвиток (Валентина Юрченко, Вечірні етюди, Торонто, 1996) / Я. Славутич // Твори: в 5 т. / Я. Славутич. — К., 1998. — Т. 4: Українська література і мова на Заході. — С. 351—352.

- Юрченко, В. Про вірш Л. Гребінки: з листів до редакції // Свобода. — 1997. — 30 жовт. — С. 2.
- Полтавська поетеса з-під Нью-Йорка // Зірка. — 1997. — С. 3.